# Саутерн-В'ю (Іллінойс)
Саутерн-В'ю (англ. Southern View) — селище (англ. village) в США, в окрузі Сенґамон штату Іллінойс. Населення — 1596 осіб (2020).

## Географія
Саутерн-В'ю розташований за координатами 39°45′21″ пн. ш. 89°39′4″ зх. д. / 39.75583° пн. ш. 89.65111° зх. д. (39.755958, -89.651145).  За даними Бюро перепису населення США в 2010 році селище мало площу 1,33 км², уся площа — суходіл.

## Демографія
Згідно з переписом 2010 року, у селищі мешкали 1642 особи в 748 домогосподарствах у складі 395 родин. Густота населення становила 1235 осіб/км².  Було 795 помешкань (598/км²).
Расовий склад населення:
| - 94,2 % — білих - 2,5 % — чорних або афроамериканців - 1,0 % — азіатів - 0,4 % — корінних американців |

До двох чи більше рас належало 1,6 %. Частка іспаномовних становила 1,6 % від усіх жителів.
За віковим діапазоном населення розподілялося таким чином: 17,0 % — особи молодші 18 років, 62,2 % — особи у віці 18—64 років, 20,8 % — особи у віці 65 років та старші. Медіана віку мешканця становила 46,0 року. На 100 осіб жіночої статі у селищі припадало 87,9 чоловіків;  на 100 жінок у віці від 18 років та старших — 83,7 чоловіків також старших 18 років.
Середній дохід на одне домашнє господарство  становив 50 189 доларів США (медіана — 43 750), а середній дохід на одну сім'ю — 52 168 доларів (медіана — 50 060). Медіана доходів становила 38 182 долари для чоловіків та 32 000 доларів для жінок. За межею бідності перебувало 18,7 % осіб, у тому числі 42,3 % дітей у віці до 18 років та 8,3 % осіб у віці 65 років та старших.
Цивільне працевлаштоване населення становило 924 особи. Основні галузі зайнятості: освіта, охорона здоров'я та соціальна допомога — 22,6 %, мистецтво, розваги та відпочинок — 14,6 %, роздрібна торгівля — 12,4 %, публічна адміністрація — 11,3 %.